# Throscodectes xederoides
Throscodectes xederoides é uma espécie de insecto da família Tettigoniidae.
É endémica da Austrália.